# Щирецкая поселковая община
Щирецкая поселковая общи́на (укр. Щирецька селищна громада) — территориальная община во Львовском районе Львовской области Украины.
Административный центр — посёлок Щирец.
Население составляет 11 741 человек. Площадь — 115,4 км².

## Населённые пункты
В состав общины входит 1 посёлок (Щирец) и 16 сёл:
- Горбачи
- Гуменец
- Дмитре
- Дубянка
- Ланы
- Лёпы
- Никонковичи
- Одинокое
- Пески
- Попеляны
- Сердица
- Соколовка
- Сороки
- Черкасы
- Шуфраганка
- Ястребков